# The Salvation (film)
Pour les articles homonymes, voir The Salvation.
Pour plus de détails, voir Fiche technique et Distribution.
The Salvation est un western britannico-danois coécrit et réalisé par Kristian Levring sorti en 2014.

## Synopsis
En 1871 dans l'Ouest américain, Jon, un colon danois, accueille sa femme et son fils venus du Danemark. Dans la diligence qui les amène à leur foyer, ils sont attaqués par les deux autres passagers ; Jon est éjecté de la diligence, mais se met aussitôt à la poursuite du convoi. Sur le chemin, il retrouve son fils, mortellement blessé, puis plus tard, la diligence, et non loin de là, son cocher, également assassiné. Jon s'empare de son fusil et abat froidement les deux assaillants, mais trop tard : il retrouve le corps violé et sans vie de sa femme dans la diligence. Les deux hommes abattus faisaient partie du gang d'un certain Delarue, un homme très puissant qui sème la terreur dans une petite ville. L'un des deux hommes tués par Jon étant le frère de Delarue, celui-ci met tout en œuvre pour le retrouver, et contraint les habitants à coopérer.

## Fiche technique
- Titre original : The Salvation
- Titre français :
- Titre québécois : La Terre promise
- Réalisation : Kristian Levring
- Scénario : Anders Thomas Jensen et Kristian Levring
- Direction artistique : Chantal Carter
- Décors : Anneke Botha
- Costumes : Diana Cilliers
- Montage : Pernille Bech Christensen
- Musique : Kasper Winding
- Photographie : Jens Schlosser
- Son :
- Production : Michael Auret et Sisse Graum Jørgensen
- Sociétés de production : Forward Films, Spier Films et Zentropa Productions
- Sociétés de distribution : Zentropa (Danemark)
- Pays de production :  Royaume-Uni,  Danemark,  Afrique du Sud,  Suède,  Belgique
- Budget : 10,5 millions de $
- Langue : anglais, danois
- Durée : 86 minutes
- Format :
- Genre : Western
- Durée : 86 minutes
- Dates de sortie : 
  - France : 27 août 2014
  - Royaume-Uni : 2 octobre 2014

## Distribution

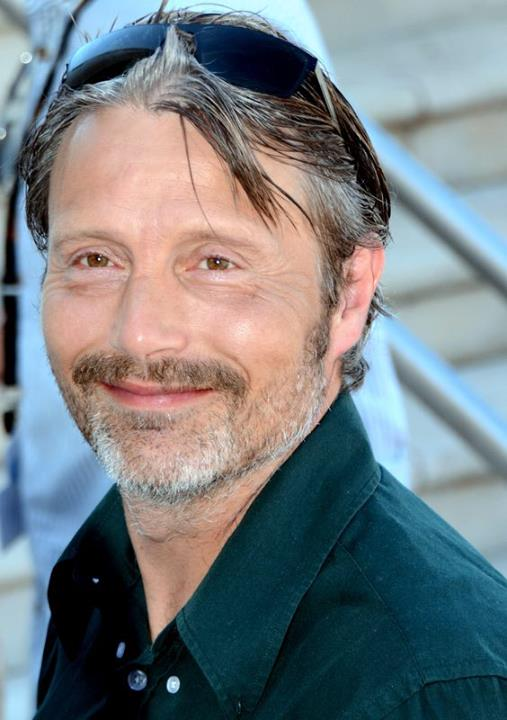
L'acteur principal Mads Mikkelsen à la première du film au Festival de Cannes 2014.

- Mads Mikkelsen (VF : Yann Guillemot) : Jon
- Eva Green : Madelaine
- Jeffrey Dean Morgan (VF : Anatole de Bodinat) : Delarue
- Éric Cantona (VF : lui-même) : le Corse
- Mikael Persbrandt (VF : Hugues Boucher) : Peter
- Douglas Henshall (VF : Emmanuel Lemire) : le shérif Mallick
- Jonathan Pryce (VF : Olivier Hémon) : le maire Keane
- Alexander Arnold (VF : Rémi Caillebot) : Voichek
- Nanna Øland Fabricius (VF : Claire Beaudoin) : Marie
- Michael Raymond-James (VF : Vincent Ozanon) : Paul

 Source et légende : version française (VF) sur RS Doublage et selon le carton du doublage français.

## Production
The Salvation a été tourné en Afrique du Sud, dans les villes de Johannesburg et de Cullinan, dans le Gauteng.

## Accueil

### Accueil critique
Sur l'agrégateur américain Rotten Tomatoes, le film récolte 72 % d'opinions favorables pour 79 critiques. Sur Metacritic, il obtient une note moyenne de 64⁄100 pour 19 critiques.
En France, le site Allociné propose une note moyenne de 3⁄5 à partir de l'interprétation de critiques provenant de 27 titres de presse.

## Distinctions

### Nominations et sélections
- Festival de Cannes 2014 : sélection hors compétition « Séances de minuit »